# Mauritz Leschly

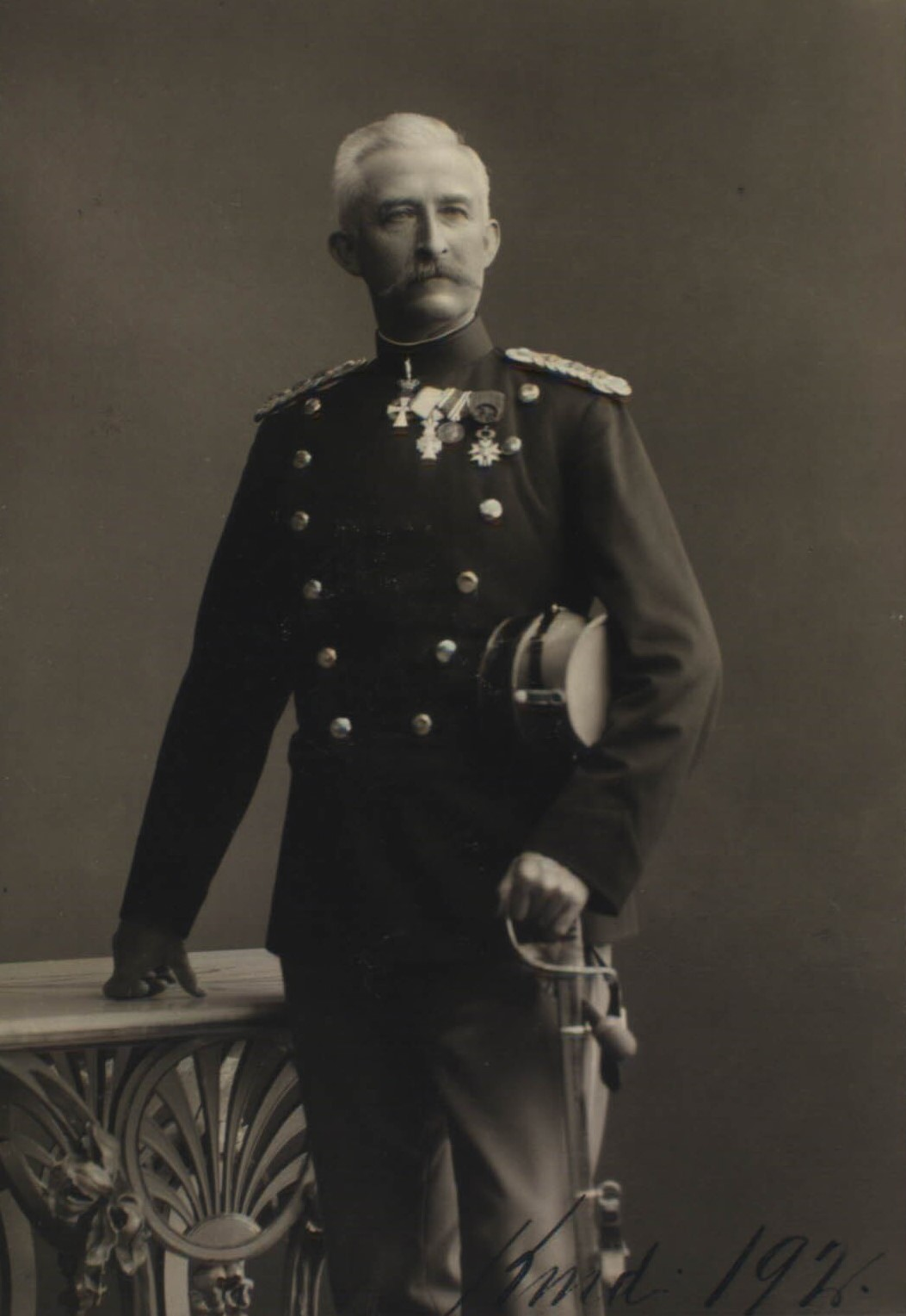
General Mauritz Leschly

Mauritz Leschly (* 16. November 1841 in Eckernförde; † 29. Dezember 1930 in Kopenhagen) war ein dänischer Offizier.

## Dienstzeit
Am 1. November 1858 wurde Leschly zum Kadetten ernannt, am 1. November 1860 wurde er im 19. Bataillon in Nyborg zum Unterleutnant (Sekondltd.) befördert. Die Versetzung zum 21. Bataillon in Flensburg erfolgte am 21. April 1861, mit dem er 1864 am Deutsch-Dänischen Krieg teilnahm. Mit der Auflösung des 21. Btl. am 30. Mai 1866 wechselte er zum 12. Btl. und wurde am 14. Juni 1855 zum 13. Btl. in Kopenhagen versetzt.
Er absolvierte die Offiziersschule von 1868 bis 1870 und war von 1870 bis 1872 in der Generalstabsabteilung.
Am 25. August 1890 wurde er zum Oberstleutnant befördert. 1895 wurde er Chef des Stabes des 2. Generalkommandos im Generalstab. Der Dannebrogorden wurde ihm am 21. Februar 1885 als Ritter verliehen. Am 29. April 1896 wurde er als Offizier in die Ehrenlegion aufgenommen. 1897 wurde er Generalstabschef. Am 17. Mai 1899 wurde er erneut mit dem Dannebrogorden ausgezeichnet, diesmal als Kommandeur 2. Klasse. Aus dem aktiven Dienst wurde er 1911 entlassen.

## Leben
Am 10. November 1876 heiratet er Julie Sophie Neergaard.